# Olympia Heist op den Berg
L'Olympia Heist op den Berg est un club de hockey sur glace de Heist-op-den-Berg en Belgique. 
Le club évolue en BeNe League.

## Historique
- 1959: Fondation du club.

## Palmarès
- Championnat de Belgique (11): 1979, 1983, 1986, 1987, 1989, 1990, 1991, 1992, 1999, 2004